# Orient'Show
Pour les articles homonymes, voir Orientation.
Un Orient'Show est un type de course d'orientation organisé sur un terrain délimité (salle de sport, stade de football...).

## Spécificités
Une importante différence entre l'Orient'Show et la course d'orientation dite classique est la durée de l'épreuve qui est comprise entre 20 et 180 secondes avec une distance variant de  100 à 400 mètres. Les spectateurs peuvent donc suivre la course du départ à l'arrivée. L'épreuve est habituellement accompagnée de commentaires et de musique.

### Règles
- Le terrain est un espace limité, visible en entier par le spectateur. Les limites de terrain sont créés artificiellement et coïncident avec la limite de la carte.
- Avant le départ, les athlètes peuvent voir le terrain avec les balises.
- Durant l’épreuve, les compétiteurs doivent se mettre dans une zone d’où ils ne peuvent pas observer le déroulement de la compétition.
- Après avoir terminé la course, le compétiteur peut regarder la course des autres participants.
- Les balises peuvent être posé sur les objets particuliers, ou elles peuvent être elles-mêmes des objets particuliers.
- Les balises n'ont pas de numéro.
- La balise qui est un objet particulier est signalée sur la carte par un carré rouge et blanc.
- Un mauvais poinçonnage entraîne une pénalité de 20 secondes.
- La longueur du parcours est de 80 à 400 mètres. Le temps du vainqueur peut varier entre 20 et 180 secondes.
- L’échelle de la carte va de 1:500 à 1:100.
- Des juges sont installés sur le terrain et peuvent décider de disqualifier un compétiteur dans les cas de comportement non sportif.

### Déroulement
La compétition est organisée dans deux catégories : hommes et femmes. L’épreuve dans chaque catégorie se déroule en 4 étapes :
1. Qualification : course ouverte à tout le monde. Les 20 premiers sont qualifiés pour le quart de finale.
2. Quart de finale : quatre groupes de cinq personnes. Les 2 premiers de chaque groupe sont qualifiés pour la demi-finale.
3. Demi-finale : deux groupes de quatre personnes. Le vainqueur de chaque groupe est qualifié pour la finale.
4. Finale : deux personnes.

Après les finales une  « Grande Finale » est organisée : le vainqueur de la catégorie Femmes contre le vainqueur de la catégorie Hommes.

### Types de course
- Contact : les compétiteurs partent sur la même distance avec des éventuelles variations.
- Parallèle : les compétiteurs partent dans un couloir individuel sur les mêmes parcours.
- Symétrique : les compétiteurs partent en même temps de différents départs sur les mêmes parcours.
- Individuel : les compétiteurs partent sur le même parcours séparément.